# ハインリヒ・ズーターマイスター

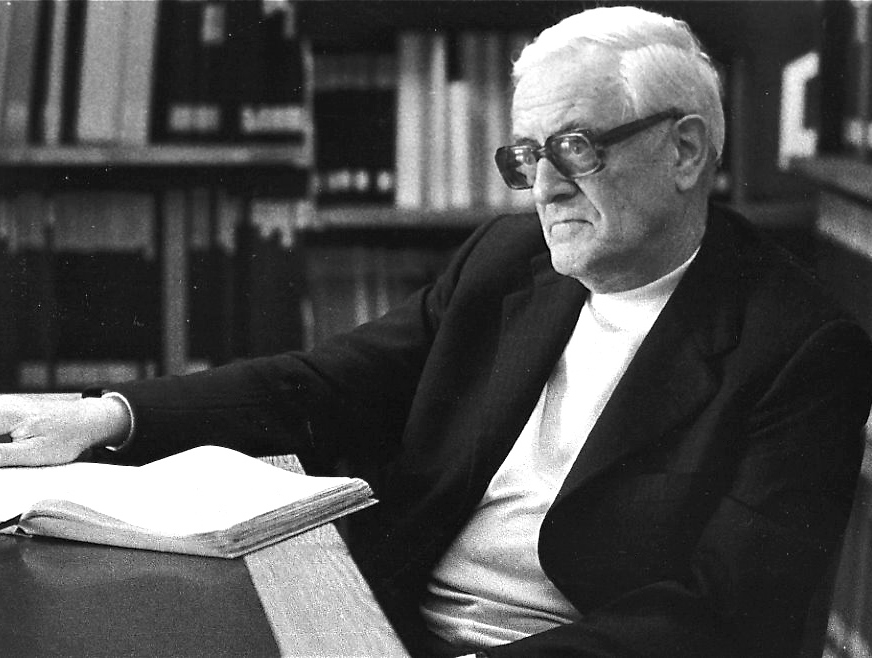
Heinrich Sutermeister 1982

ハインリヒ・ズーターマイスター（Heinrich Sutermeister、1910年8月12日 - 1995年3月16日）は、スイスの作曲家。
民俗学者オットー・ズーターマイスターの孫であり、医師・作家のハンス・マーティン・ズーターマイスターは兄。

## 生涯
フォイヤーターレン出身。1930年代初頭にミュンヘンでカール・オルフに学び、大きな影響を受けた。1930年代半ばにスイスに戻り、作曲家としての生活を送るようになった。
もっとも有名な作品はカール・ベームの指揮で初演された『ロミオとジュリエット』である。他に『黒蜘蛛』などのラジオオペラやテレビ音楽などがある。

## 作品
- ラジオオペラ『黒蜘蛛』（1936）
- オペラ『ロミオとジュリエット』（1940）
- ピアノ協奏曲第1番（1943）
- オペラ『ラスコルニコフ』（1948）
- ピアノ協奏曲第2番（1953）
- レクイエム（1953）
- チェロ協奏曲第1番（1954-55）
- ピアノ協奏曲第3番（1961-62）
- オペラ『ボヴァリー夫人』（1967）
- チェロ協奏曲第2番（1971）
- クラリネット協奏曲（1975-76）
- クラリネットのための奇想曲  (1946-1947)

## 文献
- Warrack, John and West, Ewan (1992), The Oxford Dictionary of Opera, 782 pages,  ISBN 0-19-869164-5